# 法登鲨属
法登鲨属(Fadenia)是全头亚纲尤金齿目下的一个已灭绝属，它们被发现于格陵兰的二叠纪地层。